# Valkeasiipijärvi
Valkeasiipijärvi är en sjö i Kiruna kommun i Lappland och ingår i Torneälvens huvudavrinningsområde. Sjön har en area på 0,0616 kvadratkilometer och ligger 514,1 meter över havet. Sjön avvattnas av vattendraget Luossajoki.

## Delavrinningsområde
Valkeasiipijärvi ingår i det delavrinningsområde (753550-168499) som SMHI kallar för Utloppet av Luossajärvi. Medelhöjden är 528 meter över havet och ytan är 11,78 kvadratkilometer. Det finns inga avrinningsområden uppströms utan avrinningsområdet är högsta punkten. Luossajoki som avvattnar avrinningsområdet har biflödesordning 2, vilket innebär att vattnet flödar genom totalt 2 vattendrag innan det når havet efter 390 kilometer. Avrinningsområdet består mestadels av skog (18 procent), öppen mark (27 procent) och sankmarker (16 procent). Avrinningsområdet har 2,45 kvadratkilometer vattenytor vilket ger det en sjöprocent på 18,4 procent. Bebyggelsen i området täcker en yta av 2,69 kvadratkilometer eller 20 procent av avrinningsområdet.